# Henriette Cejpek
Henriette Cejpek (* 1960 in Graz) ist eine österreichische Schauspielerin.

## Leben
Henriette Cejpek besuchte das Max Reinhardt Seminar in Wien. Als Ensemblemitglied des Stadttheaters Bern spielte sie neben anderen Stücken in Frank der Fünfte von Friedrich Dürrenmatt und in der Uraufführung des Solostückes Ihre Hände auf der Schwelle von Shimon Levy auf der Grundlage biblischer Geschichten. Weitere Stationen in Cejpeks Bühnenlaufbahn waren das Burgtheater, das Schauspielhaus Bochum, die Volksbühne Berlin, das Staatsschauspiel Dresden, das Staatstheater Hannover, das Theater Bremen und das Schauspiel Leipzig. 2015 kehrte sie in ihre Geburtsstadt zurück und gehört mit Beginn der Spielzeit 2015/16 dem Ensemble des Schauspielhauses Graz an.
Vor der Kamera arbeitete Henriette Cejpek bislang vergleichsweise selten. Zwischen 2007 und 2011 spielte sie im Bremer Tatort in einigen Folgen die Rolle einer Rechtsmedizinerin.
Henriette Cejpek hat einen Bruder, den Schriftsteller und Regisseur Lucas Cejpek.

## Filmografie (Auswahl)
- 1984: Lebenslinien – Marianne: Ein Recht für alle
- 1984: Atemnot
- 1984: Die Kameraden des Koloman Wallisch (Fernsehfilm)
- 1999: Nachtschalter (Kurzfilm)
- 2004: Kleinruppin forever
- 2007: Tatort – Strahlende Zukunft
- 2009: Tatort – Schiffe versenken
- 2009: Tatort – Tote Männer
- 2011: Tatort – Stille Wasser
- 2011: Ich (Kurzfilm)